# UCI Women's WorldTour 2018
L'UCI Women's WorldTour 2018 és la tercera edició de l'UCI Women's WorldTour organitzada per la Unió Ciclista Internacional. Està format per 24 proves, organitzades del 3 de març al 21 d'octubre de 2018. Respecte l'edició anterior s'incorporen tres noves curses: els Tres dies de De Panne, l'Iurreta-Emakumeen Bira i el Tour de Guangxi.

## Resultats
| Cursa                                    | Data                  | Vencedora                  | Segona                     | Tercera                    | Líder de la general        |
| ---------------------------------------- | --------------------- | -------------------------- | -------------------------- | -------------------------- | -------------------------- |
| Strade Bianche                           | 3 març                | Anna van der Breggen (NED) | Katarzyna Niewiadoma (POL) | Elisa Longo Borghini (ITA) | Anna van der Breggen (NED) |
| Tour de Drenthe                          | 11 març               | Amy Pieters (NED)          | Alexis Ryan (USA)          | Chloe Hosking (AUS)        | Anna van der Breggen (NED) |
| Trofeu Alfredo Binda-Comune di Cittiglio | 18 març               | Katarzyna Niewiadoma (POL) | Chantal Blaak (NED)        | Marianne Vos (NED)         | Katarzyna Niewiadoma (POL) |
| Tres dies de De Panne                    | 22 març               | Jolien D'Hoore (BEL)       | Chloe Hosking (AUS)        | Christine Majerus (LUX)    | Katarzyna Niewiadoma (POL) |
| Gant-Wevelgem                            | 25 març               | Marta Bastianelli (ITA)    | Jolien D'Hoore (BEL)       | Lisa Klein (GER)           | Jolien D'Hoore (BEL)       |
| Tour de Flandes                          | 1 abril               | Anna van der Breggen (NED) | Amy Pieters (NED)          | Annemiek van Vleuten (NED) | Amy Pieters (NED)          |
| Amstel Gold Race                         | 15 abril              | Chantal Blaak (NED)        | Lucinda Brand (NED)        | Amanda Spratt (AUS)        | Chantal Blaak (NED)        |
| Fletxa Valona                            | 18 abril              | Anna van der Breggen (NED) | Ashleigh Moolman (RSA)     | Megan Guarnier (USA)       | Anna van der Breggen (NED) |
| Lieja-Bastogne-Lieja                     | 22 abril              | Anna van der Breggen (NED) | Amanda Spratt (AUS)        | Annemiek van Vleuten (NED) | Anna van der Breggen (NED) |
| Tour de Chongming Island                 | 26–28 abril           | Charlotte Becker (GER)     | Shannon Malseed (AUS)      | Anastasiia Iakovenko (RUS) | Anna van der Breggen (NED) |
| Volta a Califòrnia                       | 17–19 maig            | Katie Hall (USA)           | Tayler Wiles (USA)         | Katarzyna Niewiadoma (POL) | Anna van der Breggen (NED) |
| Emakumeen Euskal Bira                    | 19–22 maig            | Amanda Spratt (AUS)        | Annemiek van Vleuten (NED) | Anna van der Breggen (NED) | Anna van der Breggen (NED) |
| The Women's Tour                         | 13–17 juny            | Coryn Rivera (USA)         | Marianne Vos (NED)         | Dani Rowe (GBR)            | Anna van der Breggen (NED) |
| Giro d'Itàlia                            | 6–15 juliol           | Annemiek van Vleuten (NED) | Ashleigh Moolman (RSA)     | Amanda Spratt (AUS)        | Anna van der Breggen (NED) |
| La Course by Le Tour de France           | 17 juliol             | Annemiek van Vleuten (NED) | Anna van der Breggen (NED) | Ashleigh Moolman (RSA)     | Anna van der Breggen (NED) |
| Prudential RideLondon Grand Prix         | 28 juliol             | Kirsten Wild (NED)         | Marianne Vos (NED)         | Elisa Balsamo (ITA)        | Anna van der Breggen (NED) |
| Open de Suède Vårgårda TTT               | 11 agost              | Boels–Dolmans              | Team Sunweb                | Cervélo-Bigla Pro Cycling  | Anna van der Breggen (NED) |
| Open de Suède Vårgårda                   | 13 agost              | Marianne Vos (NED)         | Kirsten Wild (NED)         | Lotta Lepistö (FIN)        | Anna van der Breggen (NED) |
| Ladies Tour of Norway – TTT              | 16 agost              | Team Sunweb                | Mitchelton-Scott           | Cervélo-Bigla Pro Cycling  | Anna van der Breggen (NED) |
| Ladies Tour of Norway                    | 17–19 agost           | Marianne Vos (NED)         | Emilia Fahlin (SWE)        | Coryn Rivera (USA)         | Marianne Vos (NED)         |
| Gran Premi de Plouay                     | 25 agost              | Amy Pieters (NED)          | Marianne Vos (NED)         | Coryn Rivera (USA)         | Marianne Vos (NED)         |
| Boels Rental Ladies Tour                 | 28 agost – 2 setembre | Annemiek van Vleuten (NED) | Ellen van Dijk (NED)       | Anna van der Breggen (NED) | Annemiek van Vleuten (NED) |
| La Madrid Challenge by La Vuelta         | 15–16 setembre        | Ellen van Dijk (NED)       | Coryn Rivera (USA)         | Audrey Cordon-Ragot (FRA)  | Annemiek van Vleuten (NED) |
| Tour de Guangxi                          | 21 octubre            | Arlenis Sierra (CUB)       | Hannah Barnes (GBR)        | Sara Mustonen (SWE)        | Annemiek van Vleuten (NED) |

## Classificacions

### Classificació individual
| Classificació per punts | Classificació per punts | Classificació per punts | Classificació per punts | Classificació per punts |
| Corredor                | Corredor                | Equip                   | Punts                   |                         |
| ----------------------- | ----------------------- | ----------------------- | ----------------------- | ----------------------- |
| 1r                      | Annemiek van Vleuten    | Mitchelton-Scott        | 1411 pts                |                         |
| 2n                      | Marianne Vos            | WaowDeals               | 1394 pts                |                         |
| 3r                      | Anna van der Breggen    | Boels Dolmans           | 1323 pts                |                         |
| 4t                      | Amanda Spratt           | Mitchelton-Scott        | 1218 pts                |                         |
| 5è                      | Coryn Rivera            | Sunweb                  | 1036 pts                |                         |
| 6è                      | Ashleigh Moolman        | Cervélo Bigla           | 1012 pts                |                         |
| 7è                      | Amy Pieters             | Boels Dolmans           | 922 pts                 |                         |
| 8è                      | Katarzyna Niewiadoma    | Canyon-SRAM Racing      | 887 pts                 |                         |
| 9è                      | Jolien D'Hoore          | Mitchelton-Scott        | 685 pts                 |                         |
| 10è                     | Ellen van Dijk          | Sunweb                  | 671 pts                 |                         |

### Classificació de les joves
| Pos. | Nom                       | Equip                           | Punts |
| ---- | ------------------------- | ------------------------------- | ----- |
| 1    | Sofia Bertizzolo (ITA)    | Astana Women's                  | 42    |
| 2    | Liane Lippert (GER)       | Team Sunweb                     | 30    |
| 3    | Jeanne Korevaar (NED)     | WaowDeals Pro Cycling           | 22    |
| 4    | Elisa Balsamo (ITA)       | Valcar-PBM                      | 18    |
| 5    | Amalie Dideriksen (DEN)   | Boels-Dolmans                   | 14    |
| 6    | Letizia Paternoster (ITA) | Astana Women's                  | 10    |
| 7    | Lisa Klein (GER)          | Canyon-SRAM Racing              | 10    |
| 8    | Maria Novolodskaya (RUS)  | Cogeas-Mettler Pro Cycling Team | 10    |
| 9    | Karalina Savenka (BLR)    | Minsk Cycling Club              | 6     |
| 10   | Chiara Consonni (ITA)     | Valcar-PBM                      | 6     |

### Classificació per equips
| Classificació per equips | Classificació per equips | Classificació per equips | Classificació per equips |
| Equip                    | Equip                    | Punts                    |                          |
| ------------------------ | ------------------------ | ------------------------ | ------------------------ |
| 1r                       | Boels Dolmans            | 4329.99 pts              |                          |
| 2n                       | Mitchelton-Scott         | 4081.02 pts              |                          |
| 3r                       | Sunweb                   | 3269.97 pts              |                          |
| 4t                       | Canyon-SRAM Racing       | 2545.02 pts              |                          |
| 5è                       | WaowDeals                | 2380.99 pts              |                          |
| 6è                       | Wiggle High5             | 2342.03 pts              |                          |
| 7è                       | Cervélo Bigla            | 1986.99 pts              |                          |
| 8è                       | Alé Cipollini            | 1459.98 pts              |                          |
| 9è                       | Astana Women's           | 922 pts                  |                          |
| 10è                      | Valcar PBM               | 844.02 pts               |                          |